# Сугайник карпатський
Сугайник карпатський (Doronicum carpaticum) — вид рослин із родини айстрових (Asteraceae).

## Біоморфологічна характеристика
Багаторічна рослина 10–50 см заввишки. Стебла у верхній частині і листки розсіяноволосисті. Ніжки прикореневих і нижніх стеблових листків у кілька разів довші від пластинки. Нижні стеблові листки при основі з вушками, верхні — яйцеподібні чи трикутно-яйцеподібні, стеблоохопні. Обгортка при основі густоволосиста. Квітки золотаво-жовті або білувато-жовті. Сім'янки з 10 повздовжніми ребрами й білуватими щетинками, 1.8–2.2 × 0.8–1 мм; поверхня щетиниста, неблискуча, коричнювато-зелена. Період цвітіння: липень і серпень.

## Середовище проживання
Вид зростає у таких країнах: Сербія та Косово, Румунія, Україна.
В Україні вид зростає на вологих скелях, у субальпійському та альпійському поясах — у Карпатах (гори Говерла, Петрос, Близниця, Чивчино-Грінявські гори), спорадично